# Saint-Pierre-Colamine
Saint-Pierre-Colamine ist eine französische Gemeinde mit 248 Einwohnern (Stand 1. Januar 2022) im Département Puy-de-Dôme in der Region Auvergne-Rhône-Alpes. Sie liegt im Arrondissement Issoire und im Kanton Le Sancy.

## Geographische Lage
Die Gemeinde von 17,2 Quadratkilometern liegt nordöstlich von Besse-et-Saint-Anastaise und südlich von Murol auf 706 bis 1223 Meter Meereshöhe.

## Sehenswürdigkeiten
- Les Grottes de Jonas, in rötlichen Tuffstein gehauene, im Mittelalter zu einer Festung ausgestaltete Höhlen, 4-stöckig mit 60 Wohnräumen für 600 Menschen; mit romanischer freskengeschmückter Kapelle (9. und 11. Jahrhundert)[1]
- Ruine einer alten Kirche im Gemeindeteil Lomprat
- Dolmen du Lac des Neolithikums
- Croix de Saint-Verny (mittelalterliches Steinkreuz mit Korpus)

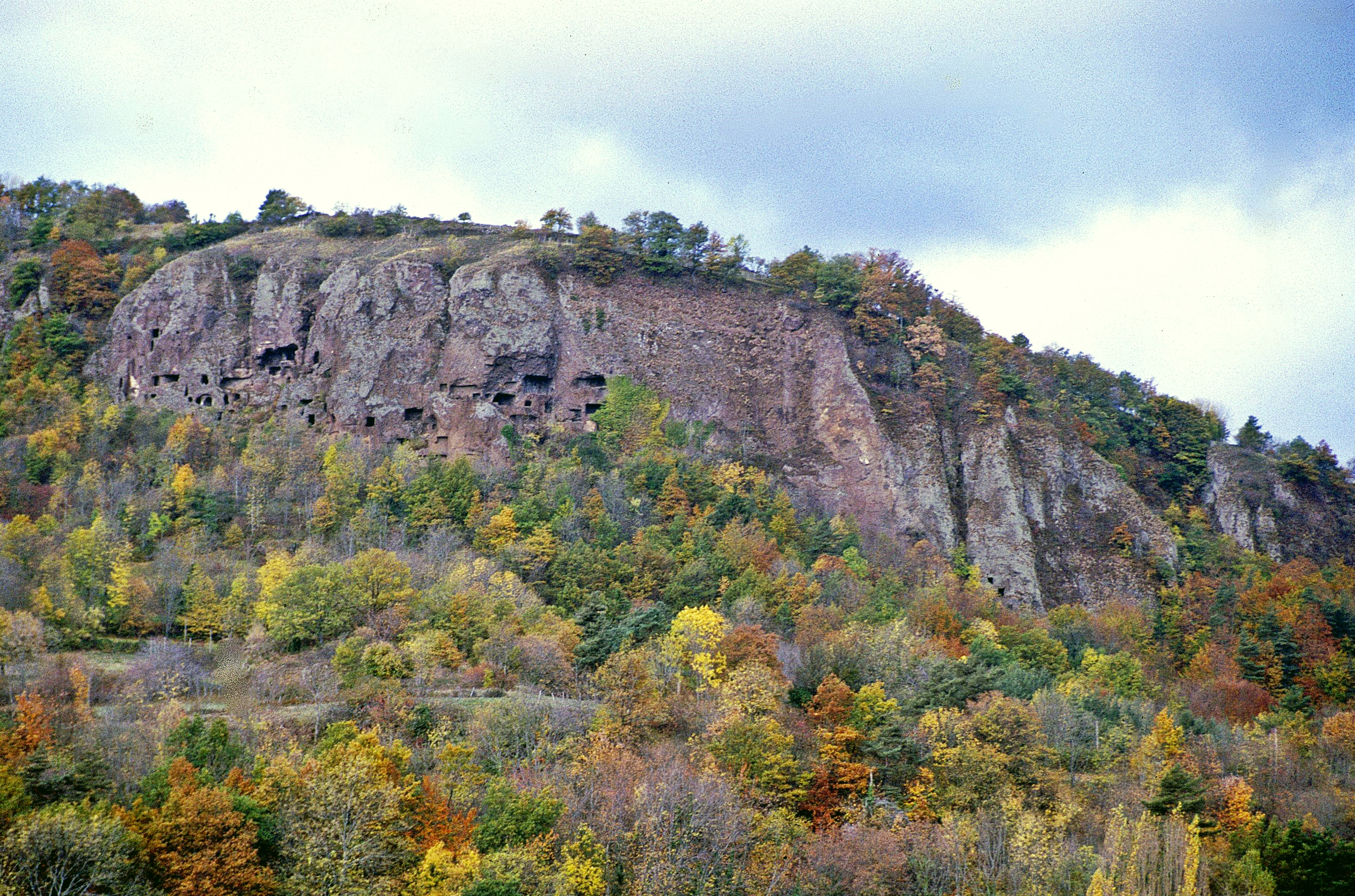
Grottes de Jonas